# Demo (Nightwish)
 For alternative betydninger, se Demo. (Se også artikler, som begynder med Demo)
Demo  er et demoalbum af det finske metalband Nightwish. Albummet blev udgivet i 1996.

## Numre
1. "The Forever Moments" – 5:38
2. "Nightwish" – 5:50
3. "Etiäinen" – 2:59

## Musikere
- Tarja Turunen – Vokal
- Erno "Emppu" Vuorinen – Guitar, bas
- Tuomas Holopainen – Keyboard, vokal
- Jukka Nevalainen – Trommer